# Venerable Orden de San Juan
La Venerable Orden del Hospital de San Juan de Jerusalén, más conocida como Orden de San Juan (en inglés: The Most Venerable Order of the Hospital of Saint John of Jerusalem), es una orden británica de caballería instituida en 1888 por la reina Victoria.

## Historia
Una de las condecoraciones de la Corona británica, es distinta de la católica Orden de Malta.
La que pertenecía a la Orden de San Juan es con la finalidad de condecorar a aquellas personas que se hubiesen destacado especialmente por sus buenos servicios de caridad y del voluntariado en beneficio del Reino Unido o de la Mancomunidad Británica de Naciones.

## Grados

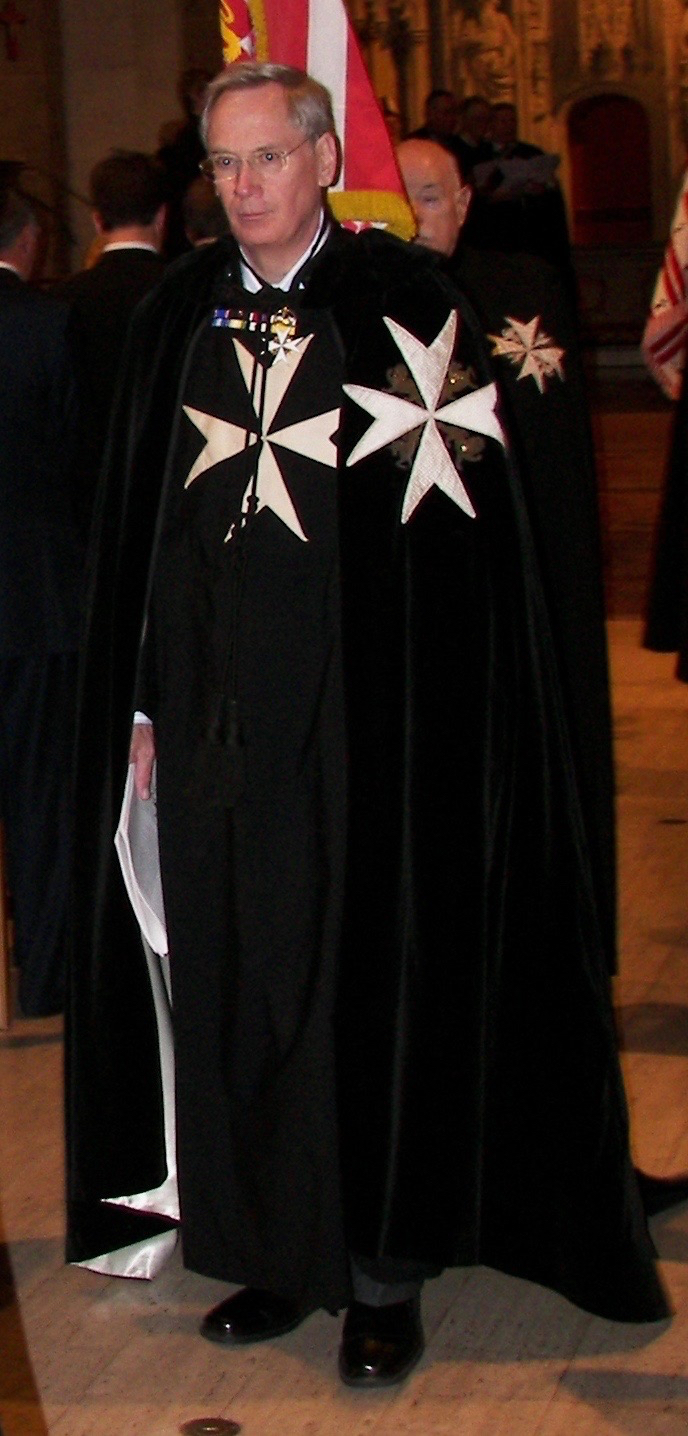
S.A.R. el duque de Gloucester,
Gran Prior de la Venerable Orden

La Venerable Orden de San Juan consta de los siguientes grados:
- Bailíos Grandes Cruces o Damas Grandes Cruces (GCStJ) (Bailiff or Dame Grand Cross).[4]
- Caballeros de justicia o Damas de justicia (KJStJ/DJStJ) (Knight or Dame of Justice).
- Caballeros de gracia o Damas de gracia (KGStJ/DGStJ) (Knight or Dame of Grace).
- Comendadores (CStJ) (Commander).
- Oficiales (OStJ) (Officer).
- Hermanos o Hermanas (SBStJ/SSStJ) (Serving Brother/Sister).
- Miembros (MStJ) (Member).
- Escuderos (EsqStJ) (Esquire).

## Precedencia
La Venerable Orden no confiere a los recipientes ningún tratamiento o título, aunque representa una muestra de alta distinción y estima del monarca. La Orden de San Juan es internacional, por lo que su posición en la precedencia cambia de país a país. 
| País          | Siguiente mayor                           | Siguiente menor                                                                                           |
| ------------- | ----------------------------------------- | --- |
| Australia     | Medalla de la Orden de Australia (OAM)    | Medalla de Conducta Distinguida (DCM) (antes de 6 de octubre de 1992) Medalla de Servicio Conspicuo (CSM) |
| Canadá        | Miembro de la Real Orden Victoriana (MVO) | Gran Oficial de la Orden Nacional de Quebec (GOQ)                                                         |
| Nueva Zelanda | Real Cruz Roja (Class II) (ARRC)          | Medalla de Conducta Distinguida (DCM)                                                                     |
| Reino Unido   | Real Cruz Roja (Class II) (ARRC)          | Medalla de Conducta Distinguida (DCM)                                                                     |